# كورت وارنر (لاعب كرة قدم أمريكية)
كورت وارنر (بالإنجليزية: Kurt Warner)‏ هو لاعب كرة قدم أمريكية أمريكي، ولد في 22 يونيو 1971 في برلنغتون في الولايات المتحدة.

## وصلات خارجية
- الموقع الرسمي
- كورت وارنر على موقع إي إس بي إن.كوم (أن.أف.أل)3
- كورت وارنر على موقع مرجع كرة القدم المحترفة.كوم (الإنجليزية)
- كورت وارنر على موقع قاعة آيوا للمشاهير الرياضية (الإنجليزية)
- كورت وارنر على موقع IMDb (الإنجليزية)
- كورت وارنر على موقع الموسوعة البريطانية (الإنجليزية)
- كورت وارنر على موقع إن إن دي بي (الإنجليزية)
- كورت وارنر على موقع قاعدة بيانات الفيلم (الإنجليزية)